# Mellott (Indiana)
Mellott es un pueblo ubicado en el condado de Fountain en el estado estadounidense de Indiana. En el Censo de 2010 tenía una población de 197 habitantes y una densidad poblacional de 444,81 personas por km².

## Geografía
Mellott se encuentra ubicado en las coordenadas 40°9′51″N 87°8′56″O / 40.16417, -87.14889. Según la Oficina del Censo de los Estados Unidos, Mellott tiene una superficie total de 0.44 km², de la cual 0.44 km² corresponden a tierra firme y (0%) 0 km² es agua.

## Demografía
Según el censo de 2010, había 197 personas residiendo en Mellott. La densidad de población era de 444,81 hab./km². De los 197 habitantes, Mellott estaba compuesto por el 98.98% blancos, el 0% eran afroamericanos, el 0% eran amerindios, el 0% eran asiáticos, el 0% eran isleños del Pacífico, el 0% eran de otras razas y el 1.02% pertenecían a dos o más razas. Del total de la población el 2.54% eran hispanos o latinos de cualquier raza.